# National Oceanic and Atmospheric Administration
Agence américaine d'observation océanique et atmosphérique
Pour les articles homonymes, voir NOAA (homonymie).
La National Oceanic and Atmospheric Administration (en abrégé NOAA), en français l'Agence américaine d'observation océanique et atmosphérique, est une agence des États-Unis responsable de l'étude de l'océan et de l'atmosphère. 

## Historique
La NOAA est fondée le 3 octobre 1970 à la suite d'une proposition du président Richard Nixon dans le but de créer un service national « afin de mieux protéger la vie et la propriété des catastrophes naturelles, de mieux comprendre l'environnement, [et] pour l'exploration et le développement vers une utilisation intelligente des ressources marines ». 
La NOAA est créée par le Congrès des États-Unis comme un service au sein du département du Commerce des États-Unis, via le plan de réorganisation no 4 de 1970. Elle regroupe alors trois agences déjà existantes et fort anciennes du gouvernement américain, soit le U.S. National Geodetic Survey, fondé en 1807, le National Weather Service, fondé en 1870, et le Bureau of Commercial Fisheries, fondé en 1871. Elle remplace ainsi l’Environmental Science Services Administration, créée en 1965 comme un début de regroupement des services environnementaux dans laquelle plusieurs agences scientifiques existantes telles que l'United States Coast and Geodetic Survey, le Weather Bureau et le Corps en uniforme ont été absorbées.
Début 2025, lors des restrictions budgétaires à la NOAA durant la seconde présidence de Donald Trump, l'agence subit de fortes réductions de personnel, l'invasion de ses locaux et doit interrompre ses échanges avec ses homologues étrangers. Cela pose question sur la pérennité de programmes de recherche et de mesures tels Argo. Ceci semble suivre le Projet 2025 proposé par un Think tank de droite en 2024 visant à démanteler la division de recherche de la NOAA et le service météo,.

## Mandat
La vision stratégique de la NOAA est « d'informer le public du rôle et du fonctionnement des océans et de l'atmosphère afin de faire des choix éclairés dans leurs interactions avec ceux-ci ». Sa mission est donc de comprendre et prévoir les changements à l'environnement, d'administrer les ressources marines et côtières et de rencontrer les besoins économiques, sociaux et environnementaux des États-Unis dans ces domaines.
Dans chacun des secteurs où la NOAA œuvre, elle a quatre buts :
- promouvoir le développement durable le long des côtes et des eaux territoriales américaines en favorisant l'utilisation équilibrée des ressources et de leur renouvellement par rapport aux besoins des humains ;
- comprendre le climat, incluant les changements climatiques et les phénomènes affectant le climat comme El Niño, afin de pouvoir planifier l'action de l’État dans ce domaine ;
- collecter les données météorologiques et océaniques pour fournir des prévisions du temps et hydrologiques ;
- distribuer les données océanographiques et sur les écosystèmes au public afin d'assurer une information appropriée pour prendre des décisions individuelles, collectives ou commerciales.

## Contrôle
Les activités de la NOAA (sauf pour ce qui relèverait de la défense nationale) sont programmées et contrôlées sous l'égide du comité des sciences, de l'espace et des technologies de la Chambre des représentants des États-Unis.

## Organisation
Pour atteindre ces buts, la NOAA regroupe des services d'assimilation des données météorologiques, océaniques et sur les écosystèmes ; de distribution d'informations dans ces domaines ; ainsi que de recherche scientifique. Ci-dessous une rapide description des principaux services qui composent la NOAA.

### National Weather Service

Logo du NWS

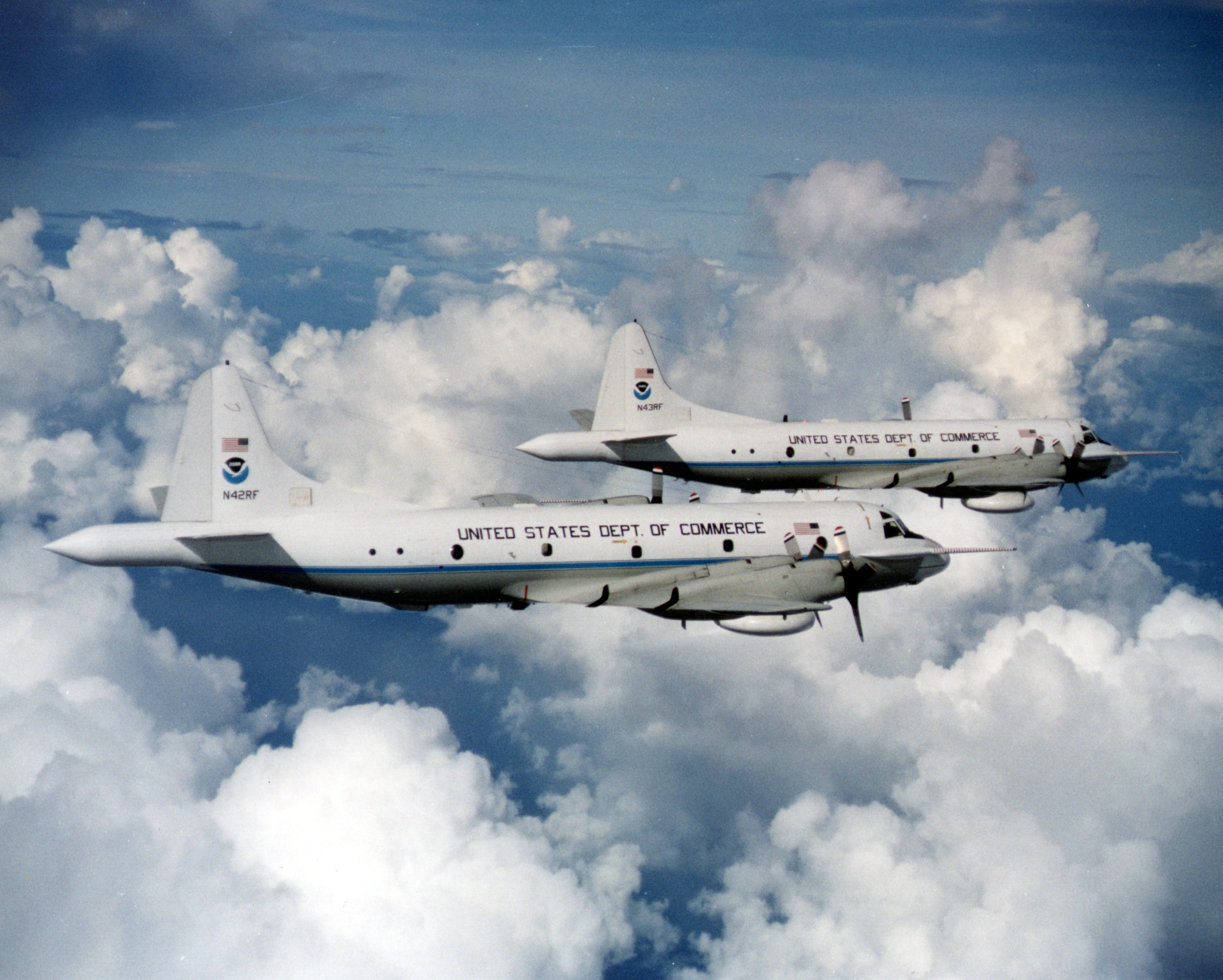
Deux avions Lockheed Orion WP-3D chasseurs d'ouragans de NOAA utilisant divers instruments dont les catasondes

Le National Weather Service a pour mandat de noter les données météorologiques, hydrologiques et climatiques aux États-Unis, ses territoires et eaux adjacentes. Il a également le mandat de prévoir l'évolution du temps pour le bien-être économique et d'émettre les avertissements nécessaires à la protection de la vie et de la propriété des citoyens du pays. Le NWS maintient pour ces fonctions un réseau de stations de prise de données, des centres régionaux et nationaux de prévision, de satellites (TIROS et GOES), de radars météorologiques (NEXRAD) et des centres de recherche en météorologique, océanographie et climatologie.
Le NWS émet annuellement 734 000 prévisions météorologiques, 850 000 prévisions de crue et 45 000 avertissements de temps violents (tornades, ouragans, grêle, etc.). Il les diffuse par fils de presse vers les médias conventionnels et par son propre réseau appelé NOAA Weather Radio.
Quelques composantes du NWS très connues :
- Storm Prediction Center : prévisions nationales des orages violents ;
- National Hurricane Center : poursuite et prévisions de déplacement des ouragans.

### National Ocean Service
Le National Ocean Service (NOS) est né du United States Coast and Geodetic Survey. Son rôle est de protéger douze parcs nationaux marins et de veiller à la santé des côtes et océans autour des États-Unis. Sa division du National Geodetic Survey (NGS) produit des cartes marines pour les utilisateurs privés ou commerciaux afin de garantir la sécurité en mer. Ces cartes donnent la topographie et la gravimétrie des fonds marins. Le NGS produit également des cartes pour les terrestres à l'usage du trafic aérien.
Le National Ocean Service est composé de huit programmes :
- Office of Coast Survey (OCS) : cartographie des côtes ;
- Office of National Geodetic Survey (NGS) : géodésie et maintien du système de référence américain ;
- Center for Operational Oceanographic Products and Services (CO-OPS) : centre des opérations et service maritimes ;
- National Marine Sanctuaries (NMS) : programme des parcs marins ;
- Office of Response and Restoration (OR&R) : intervention en cas de désastre ;
- Office of Coastal Management (OCM) : administration des ressources marines ;
- National Centers for Coastal Ocean Science (NCCOS) : recherche.

et de deux bureaux :
- Integrated Ocean Observing System Program : service de l'instrumentation ;
- Management and Budget Office (M&B) : administration.

### Office of Oceanic and Atmospheric Research (OAR)
Les recherches sur l'atmosphère et l'océanographie se font sous la direction de l’Office of Oceanic and Atmospheric Research (OAR). L'OAR possède ses propres centres de recherches et collabore avec les centres de recherche universitaires et privés pour la meilleure compréhension des phénomènes météorologiques et océaniques parmi lesquels les tornades, les ouragans, le climat et ses changements, les éruptions solaire, la couche d'ozone, la dispersion des polluants, l'évolution des courants marins comme El Niño ou La Niña ainsi que son impact sur les pêcheries et les écosystèmes. Plus généralement ce département de la NOAA travaille sur les problématiques de l'océanographie physique.
L'OAR comporte sept centres de recherche internes, dont le National Severe Storms Laboratory, six centres de recherche sous-marins, trente laboratoires dans des universités, plusieurs programmes de bourses et subventions, ainsi que treize instituts coopératifs.

### National Environmental Satellite, Data, and Information Service

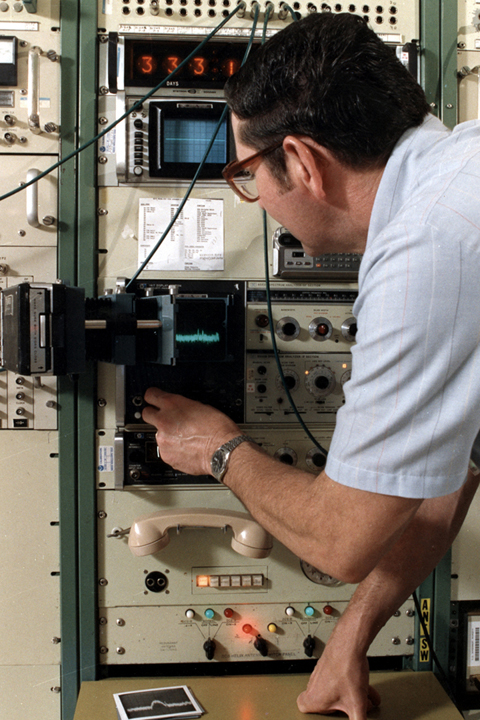
Ingénieur de la NOAA au travail

Le National Environmental Satellite, Data, and Information Service (NESDIS) a été créé par la NOAA pour concevoir, lancer et utiliser des satellites pour l'étude de l'environnement terrestre. Le NESDIS archive également les données météorologiques et océanographiques venant du National Weather Service et d'autres agences du gouvernement américain dont la U.S. Navy, la U.S. Air Force, la Federal Aviation Administration. Ces données et celles provenant de services météorologiques à travers le monde sont archivées au National Climatic Data Center à Asheville en Caroline du Nord.

### National Marine Fisheries Service
Le National Marine Fisheries Service (NMFS) est le descendant direct de la U.S. Commission of Fish and Fisheries fondée en 1871. Son rôle est d'étudier l'évolution des stocks de poissons, de fixer des quotas de pêche et de protéger les ressources halieutiques. Le NMFS a également le mandat de faire respecter les règlements de la pêche dans les eaux côtières américaines. Le NMFS gère un laboratoire de recherche à Woods Hole (Massachusetts) et cinq centres associés.

### National Oceanic and Atmospheric Administration Commissioned Corps

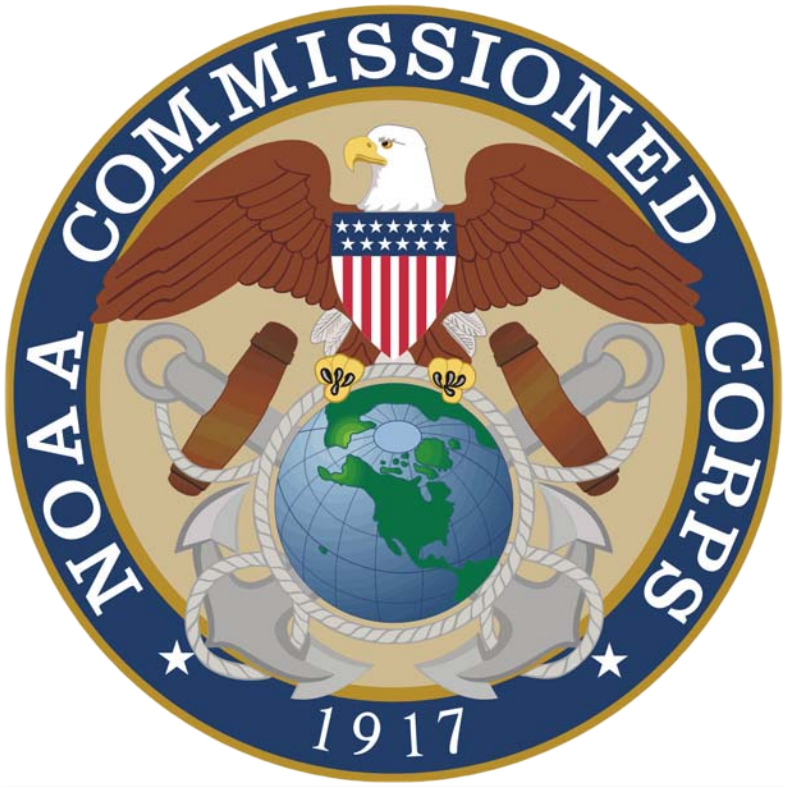
Sceau des officiers du NOAA

En plus du personnel civil, les activités opérationnelles et de recherche sont soutenues par un service en uniforme appelé le National Oceanic and Atmospheric Administration Commissioned Corps (NOAA Corps) créé en 1917 pour le United States Coast and Geodetic Survey, l'un des services qui a été intégré au sein de la NOAA. Il s'agit d'un groupe d'officiers qui portent un uniforme semblable à la U.S. Navy et qui peuvent être mis sous contrôle militaire en cas d'urgence nationale. Ils opèrent les navires et avions de la NOAA. Ils tiennent également certains rôles scientifiques et administratifs.

## Drapeaux
Le United States Coast and Geodetic Survey a été autorisé à faire flotter son propre drapeau sur ses navires le 16 janvier 1899 pour les distinguer de ceux de la Navy, les deux utilisant en plus le drapeau national. Ce drapeau est resté en usage jusqu'à la création de la NOAA en 1970. Il montrait sur un fond bleu, un centre blanc dans lequel se trouvait un triangle rouge. Le triangle représentait le travail par triangulation de l'arpenteur. La NOAA reprend ensuite ce drapeau pour ses navires en y ajoutant au centre la silhouette d'un goéland, l’emblème de la NOAA.

Le drapeau du United States Coast and Geodetic Survey de 1899 à 1970.
Le drapeau des navires de la NOAA à partir de 1970.

## Liste des administrateurs
| Identité                          | Période       | Période         | Durée                      |
| Identité                          | Début         | Fin             | Durée                      |
| --------------------------------- | ------------- | --------------- | -------------------------- |
| Kathryn D. Sullivan (née en 1951) | 1er mars 2013 | 20 janvier 2017 | 3 ans, 10 mois et 19 jours |
| Rick Spinrad (en)                 | 22 avril 2021 |                 |                            |